# 2171 Kiev
A 2171 Kiev (ideiglenes jelöléssel 1973 QD1) a Naprendszer kisbolygóövében található aszteroida. Tamara Mihajlovna Szmirnova fedezte fel 1973. augusztus 28-án.